# Édouard Ourliac

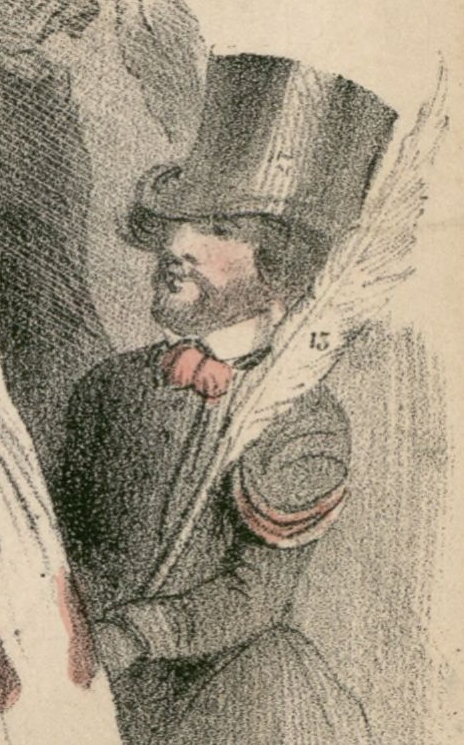
Édouard Ourliac (Karikatur)

Édouard Ourliac (* 31. Juli 1813 in Carcassonne; † 30. Juli 1848 in Paris) war ein französischer Schriftsteller.

## Leben
Édouard Ourliac besuchte die Schule der Lazaristen in Montdidier und das Lycée Louis-le-Grand in Paris. Dann arbeitete er bis 1840 in der Pariser Krankenhausverwaltung. Er gehörte mit Philothée O’Neddy, Pétrus Borel,  Charles Lassailly und Alphonse Esquiros zu der Romantikergruppe um Gérard de Nerval, Arsène Houssaye und Théophile Gautier, die man Jeune-France, Petit Cénacle oder auch Groupe du Doyenné genannt hat. Er war Erzähler und Dramatiker und galt als der Molière (oder Montfleury) der Gruppe. Honoré de Balzac schätzte ihn. Baudelaire, der ihm Freund war, nannte ihn einen „kleinen Voltaire“. Er konvertierte zum Katholizismus und wurde ein Freund von Louis Veuillot. Als Lungenkranker verbrachte er den Winter 1846 in Pisa. Er starb 1848 bei den Barmherzigen Brüdern im Alter von knapp 35 Jahren. Die Gesamtausgabe seiner Werke erschien von 1865 bis 1868 in 11 Bänden. Einiges wurde auch ins Deutsche übersetzt. In Carcassonne trägt eine Straße seinen Namen.

## Werke (Auswahl)

### Zu Lebzeiten erschienen
- L'archevêque et la protestante. 4 Bde. 1832.
- Jeanne la noire. 2 Bde. 1833.
- Suzanne. 2 Bde. 1840.
- Physiologie de l'écolier. 1841. (cf. Balzac, Physiologie du mariage)
- Brigitte. Le collier de sequins. 1842.
- Contes du Bocage, précédés d'un tableau historique des premières guerres de la Vendée. 1843.
  - (deutsch)  Erzählungen aus der Vendée mit einem historischen Gemälde der ersten Kriege der Vendée. Mit einem Vorwort von Louis Veuillot. Nach dem Französischen von Franz Maria Brug. Manz, Regensburg 1877.
- Nouvelles diverses. 1844.
- Le Prince Coqueluche, son histoire intéressante et celle de son compagnon Moustafa. 1846. 1963. 2010.
  - (deutsch)  Prinz Almansor und sein Kammerdiener Mustapha. Oder: Dem Verdienste seinen Lohn. Eine ebenso lehrreiche als unterhaltende Geschichte für Alt und Jung, Kinder und Eltern. Nach dem Französischen des Eduard Ourliac bearbeitet von Franz Maria Brug. Kollmann, Augsburg 1847.

### Postum erschienen
- L'oncle Scipion. Le capitaine Tricorne. 1850.
- Les garnaches. Brigitte. Le souverain de Kazakaba. Avec une notice sur Édouard Ourliac, par Charles Monselet. 1858.
- Lafrimbolle. Les Garnaches. Brigitte. Le souverain de Kazakaba. 1859.
- (mit Alexandre Dumas und Paul de Musset) Le nouveau magasin des enfants. 1860.
- Oeuvres complètes. 11 Bde. Lévy, Paris 1865–1868.
  - Les confessions de Nazarille. 1865.
  - Contes sceptiques et philosophiques. 1865.
  - La Marquise de Montmirail. 1865.
  - Nouvelles. 1865.
  - Les contes de la famille. 1866.
  - Nouveaux contes du Bocage. 1866.
  - Les Portraits de famille. 1866.
  - Théâtre du seigneur Croquignole. 1866.
    - Blanc et noir. Chacun sa croix. Conquêtes, grandeurs et vicissitudes politiques de l'École de Palaiseau. La foire de St Nicolas ou La parade des parades. Le fruit défendu. Gilles, magicien. La guérison de Pierrot. L'hôpital des fous. Le premier jour de l'an. Qui casse les verres les paye. Les spadassins. Tel maître, tel écolier. Tout ce qui luit n'est pas or.

  - Les Contes de la famille. 1867.
  - Fantaisies. 1867.
  - Proverbes et scènes bourgeoises. 1868.
- Collinet. 1869.
- Maître Stranz. 1869.
- Dernières nouvelles. 1875.
- Deux drames du bocage: Le marquis de la Charnaye. Hector de Locmaria. Éditions de Montsouris, Paris 1946. (Vorwort von Jean Morienval, 1882–1964)

### Zweisprachige Ausgabe
- Die tolle Nacht. La folle nuit. Scherl, Berlin 1912. (übersetzt von L. Böckel)